# Rajya Sabha
O Rajya Sabha (que significa "Conselho dos Estados)" é a câmara alta do Parlamento da Índia. A associação está limitada a 250 membros, 12 dos quais são escolhidos pelo Presidente da Índia para a sua especialização em determinados domínios da arte, literatura, ciência, e os serviços sociais. Estes membros são conhecidos como membros nomeados. O restante do corpo é eleito pelo estado e as legislaturas territoriais.